# Угринівська сільська рада (Горохівський район)
Угри́нівська сільська́ ра́да — колишня адміністративно-територіальна одиниця та орган місцевого самоврядування в Горохівському районі Волинської області. Адміністративний центр — село Угринів.
Припинила існування 14 листопада 2017 року через об'єднання до складу Городищенської сільської територіальної громади Волинської області. Натомість утворено Угринівський старостинський округ при Городищенській сільській громаді.

## Загальні відомості
Угринівська сільська рада утворена в 1947 році.
- Територія ради: 22,678 км²
- Населення ради: 913 осіб (станом на 2001 рік). Кількість дворів — 287.

## Населені пункти
Сільраді були підпорядковані населені пункти:
- с. Угринів
- с. Дубова Корчма

## Населення
Згідно з переписом УРСР 1989 року чисельність наявного населення сільської ради становила 1472 особи, з яких 656 чоловіків та 816 жінок.
За переписом населення України 2001 року в сільській раді мешкало 911 осіб.

### Мова
Розподіл населення за рідною мовою за даними перепису 2001 року:
| Мова       | Відсоток |
| ---------- | -------- |
| українська | 99,45 %  |
| російська  | 0,55 %   |

## Господарська діяльність
В Угринівській сільській раді працює 1 середня школа, будинок культури, бібліотека, 1 дитячий садок, 2 медичні заклади, аптека, 1 відділення зв'язку, 2 АТС на 75 номерів, 9 торговельних закладів.
На території ради розташована Хресто-Воздвиженська церква.
На території ради працює ПОСП імені Шевченка (торгова марка «Угринівмолоко»).
По території ради проходить Н17, залізничний шлях лінії Ківерці — Підзамче (Рівненська дирекція залізничних перевезень Львівської залізниці), розташований залізничний зупинний пункт Дубова Корчма.

## Склад ради
Рада складалась з 12 депутатів та голови.
- Голова ради: Шпиль Віталій Олександрович
- Секретар ради: Турій Любов Антонівна

### Керівний склад попередніх скликань
| Прізвище, ім'я, по батькові | Основні відомості                                                         | Дата обрання | Дата звільнення |
| --------------------------- | ------------------------------------------------------------------------- | ------------ | --------------- |
| Пархом'юк Микола Йосипович  | Сільський голова, 1951 року народження, безпартійний                      | 26.03.2006   | 31.10.2010      |
| Шпиль Віталій Олександрович | Сільський голова, 1965 року народження, освіта вища, член Партії регіонів | 31.10.2010   | 25.10.2015      |
| Шпиль Віталій Олександрович | Сільський голова, 1965 року народження, освіта вища, безпартійний         | 25.10.2015   |                 |

Примітка: таблиця складена за даними сайту Верховної Ради України та ЦВК

### Депутати VII скликання
За результатами місцевих виборів 2015 року депутатами ради стали:

#### За суб'єктами висування
| Суб'єкт висування | Кількість обраних депутатів | %      |
| ----------------- | --------------------------- | ------ |
| Самовисування     | 12                          | 100.00 |

#### За округами
| № округу | Прізвище, ім'я, по батькові          | Ким висунуто  | Дата нар.  | Освіта              | Партійна приналежність | Відомості                                          |
| -------- | ------------------------------------ | ------------- | ---------- | ------------------- | ---------------------- | -------------------------------------------------- |
| 1        | Турій Любов Антонівна                | Самовисування | 26.04.1969 | професійно-технічна | безпартійна            | Угринівська сільська рада, секретар                |
| 2        | Перванчук Оксана Олександрівна       | Самовисування | 30.11.1978 | професійно-технічна | безпартійна            | Угринівська сільська рада, бухгалтер               |
| 3        | Цуз Ольга Борисівна                  | Самовисування | 25.01.1979 | загальна середня    | безпартійна            | Поштове відділен. С.Угринів, листоноша             |
| 4        | Сегет Микола Федорович               | Самовисування | 24.05.1984 | професійно-технічна | безпартійний           | Храм с. Угринів, настоятель храму                  |
| 5        | Луцюк Ігор Григорович                | Самовисування | 25.05.1972 | вища                | безпартійний           | ПОСП ім. Шевченка, інженер-будівельник             |
| 6        | Голота Катерина Олегівна             | Самовисування | 25.06.1967 | вища                | безпартійна            | ЗОШ І-ІІІ с. Угринів, вчитель                      |
| 7        | Ганіч Сергій Олександрович           | Самовисування | 12.03.1990 | професійно-технічна | безпартійний           | ЗОШ І-ІІІ с. Угринів, завідуюч. господ.            |
| 8        | Мірчук Сергій Іванович               | Самовисування | 17.05.1972 | професійно-технічна | безпартійний           | ПОСП ім. Шевченка, завідуюч столярн. цехом         |
| 9        | Ковальчук Олена Миколаївна           | Самовисування | 29.06.1979 | вища                | безпартійна            | Не працює                                          |
| 10       | Галашевський Олександр Володимирович | Самовисування | 03.02.1981 | вища                | безпартійний           | Угринівська сільська рада, спеціал. землевпорядник |
| 11       | Походій Юрій Борисович               | Самовисування | 12.05.1967 | професійно-технічна | безпартійний           | ПОСП ім. Шевченка, керуючий відділком № 2          |
| 12       | Неліпович Павліна Миколаївна         | Самовисування | 15.03.1967 | загальна середня    | безпартійна            | Не працює                                          |